# W49B
W49B (auch SNR G043.3-00.2 oder 3C 398) ist ein Supernovaüberrest, der aus einer Typ-Ib- oder Typ-Ic-Supernova entstanden ist. Sollte diese Supernova auf der Erde zu beobachten gewesen sein, so etwa im Jahre 1000 n. Chr. Möglicherweise entstand durch die Supernova ein Gammablitz und ein Schwarzes Loch.
W49B ist tonnenförmig und ist etwa 8000 Parsec (26000 Lichtjahre) von der Erde entfernt. Im Infraroten werden ringförmige Strukturen sichtbar, die das „Fass“ umgeben und einen Durchmesser von etwa 25 Lichtjahren haben. Außerdem wurde im Röntgenbereich verbotene Linien von hochionisiertem Nickel und Eisen festgestellt.